# Cieśnina Królowej Charlotty
Cieśnina Królowej Charlotty (ang. Queen Charlotte Strait, fr. Détroit de la Reine-Charlotte) – cieśnina w Kolumbii Brytyjskiej w Kanadzie. Znajduje się pomiędzy wyspą Vancouver a głównym lądem Kanady. Od północy połączona jest z Zatoką Królowej Charlotty, zaś od południa z Blackfish Sound, Johnstone Strait i Discovery Passage, które dalej łączą się ze Strait of Georgia i Puget Sound. Jest częścią Inside Passage – drogi wodnej łączącej stan Waszyngton z Alaską.
Nazwana w 1786 przez Jamesa Strange'a, oficera Brytyjskiej Kompanii Wschodnioindyjskiej, na cześć Zofii Charlotta z Meklemburgii-Strelitz, żony króla Jerzego III. Początkowo cieśnina nosiła nazwę Queen Charlotte Sound, nie Queen Charlotte Strait.

## Granice
Północną granicę cieśniny (i jednocześnie południową Zatoki Królowej Charlotty) stanowi linia pomiędzy Cape Sutil na Vancouver a Cape Caution na głównym lądzie. Południowy kraniec stanowi kilka wąskich kanałów na północ i wschód od Malcolm Island.